# Licia Troisi
Felicia Troisi, detta Licia (Roma, 25 novembre 1980), è una scrittrice italiana, autrice delle serie fantasy ambientate nel Mondo Emerso e di altre opere quali La ragazza drago, I regni di Nashira, Pandora e La saga del Dominio, nonché di saggi di divulgazione scientifica di astrofisica, disciplina nella quale ha conseguito laurea e dottorato di ricerca.

## Biografia
Originaria di Ostia, località litoranea del comune di Roma, il suo nome anagrafico è Felicia ma, non piacendole, l'ha sempre abbreviato in Licia. Dopo aver frequentato il liceo classico Kant a Roma, si è laureata in fisica con indirizzo astrofisico a Tor Vergata nel 2004 con una tesi sulle galassie nane. Collabora con la stessa Università Tor Vergata..
Nel 2007 si è sposata e ha una figlia. Il 28 novembre 2012 le è stato conferito il dottorato in astronomia.
Si interessa al genere fantasy e ai fumetti manga e a 21 anni scrive il ciclo delle Cronache del Mondo Emerso che arriverà nelle librerie nell'aprile 2004 dopo circa due anni di scrittura e correzioni. L'intera trilogia e tutti i libri a seguire sono pubblicati da Mondadori.
Il suo esordio nel 2004 con Nihal della terra del vento, coincide con il primo libro della trilogia fantasy Cronache del Mondo Emerso con cui è stata finalista al Premio Italia 2005. In seguito, della stessa trilogia Mondadori pubblicò La missione di Sennar nell'ottobre 2004 e Il talismano del potere nell'aprile 2005. Ha successivamente intrapreso una seconda trilogia, Le guerre del Mondo Emerso, di cui sono stati pubblicati i volumi La setta degli assassini nell'aprile 2006, Le due guerriere nel febbraio 2007 e Un nuovo regno a inizio novembre 2007. La saga del Mondo Emerso è stata anche oggetto di analisi saggistica nell'elaborato a firma di Maria Cristina Calabrese contenuto nel volume Il fantastico per ragazzi: luci e ombre di 10 serie di successo (Runa, 2016).
Nonostante il successo di pubblico, la scrittrice è stata contestata per la giovane età in cui pubblica il primo libro, e per una mancanza di "gavetta", in particolar modo dal critico e giornalista Silvio Sosio.
Nel 2008 abbandona le ambientazioni del Mondo Emerso per dedicarsi a due nuovi libri: I dannati di Malva, scritto per le Edizioni Ambiente e pubblicato il 26 febbraio 2008, e L'eredità di Thuban, primo romanzo de La ragazza drago, edito il 15 aprile 2008. Riprendendo le tracce del Mondo Emerso, sempre nel 2008 furono dati alle stampe Le creature del Mondo Emerso, un libro illustrato in collaborazione con Paolo Barbieri e il 18 novembre il primo libro della nuova saga Le leggende del Mondo Emerso: Il destino di Adhara, Il 26 aprile 2009 viene pubblicato L'albero di Idhunn, secondo volume della saga La ragazza drago, Nel 2009 sono pubblicate La paura e La rabbia, trasposizione a fumetti delle Cronache, e quella delle Guerre in un unico volume il 9 giugno. Il 17 novembre, invece, è uscito il secondo volume della trilogia di Adhara, che si chiama Figlia del sangue, Il terzo libro della serie La ragazza drago (La clessidra di Aldibah) è uscito il 1º giugno 2010, mentre l'ultimo capitolo della saga Le leggende del Mondo Emerso (Gli ultimi eroi) è uscito il 30 novembre 2010. Il 10 maggio 2011 è uscito il quarto libro della serie La ragazza drago, (I gemelli di Kuma).
L'11 novembre 2011 è stato pubblicato Il sogno di Talitha, primo libro della quadrilogia I regni di Nashira, A esso seguiranno Le spade dei ribelli il 9 novembre 2012, Il sacrificio il 29 ottobre 2013 e Il destino di Cetus il 28 aprile 2015. L'8 giugno 2012 è stato pubblicato l'ultimo capitolo della saga La ragazza drago, L'ultima battaglia.
Ad agosto 2012 alcune stime parlano di tre milioni di copie vendute in tutto il mondo.
Il 25 ottobre 2016 è stato pubblicato Le lame di Myra, primo volume della trilogia La saga del Dominio, Nel 2020 Licia Troisi annuncia un nuovo progetto, Strix, in collaborazione con lo sceneggiatore e producer Alessandro Regaldo, un fumetto dalle forti influenze manga che dovrebbe essere pubblicato da Star Comics, accompagnato da un live action prodotto da Grey Ladder. Nel 2022 pubblica il romanzo Poe. La nocchiera del tempo. Nel gennaio 2024 pubblica il suo primo giallo : La luce delle stelle, seguito nell'aprile 2025 da Uscimmo a riveder le stelle. 

### Televisione
Dal 2018 è presentatrice del programma Terza Pagina, rubrica di approfondimento culturale su Rai 5.

## Opere

### Mondo Emerso
- Cronache del Mondo Emerso:

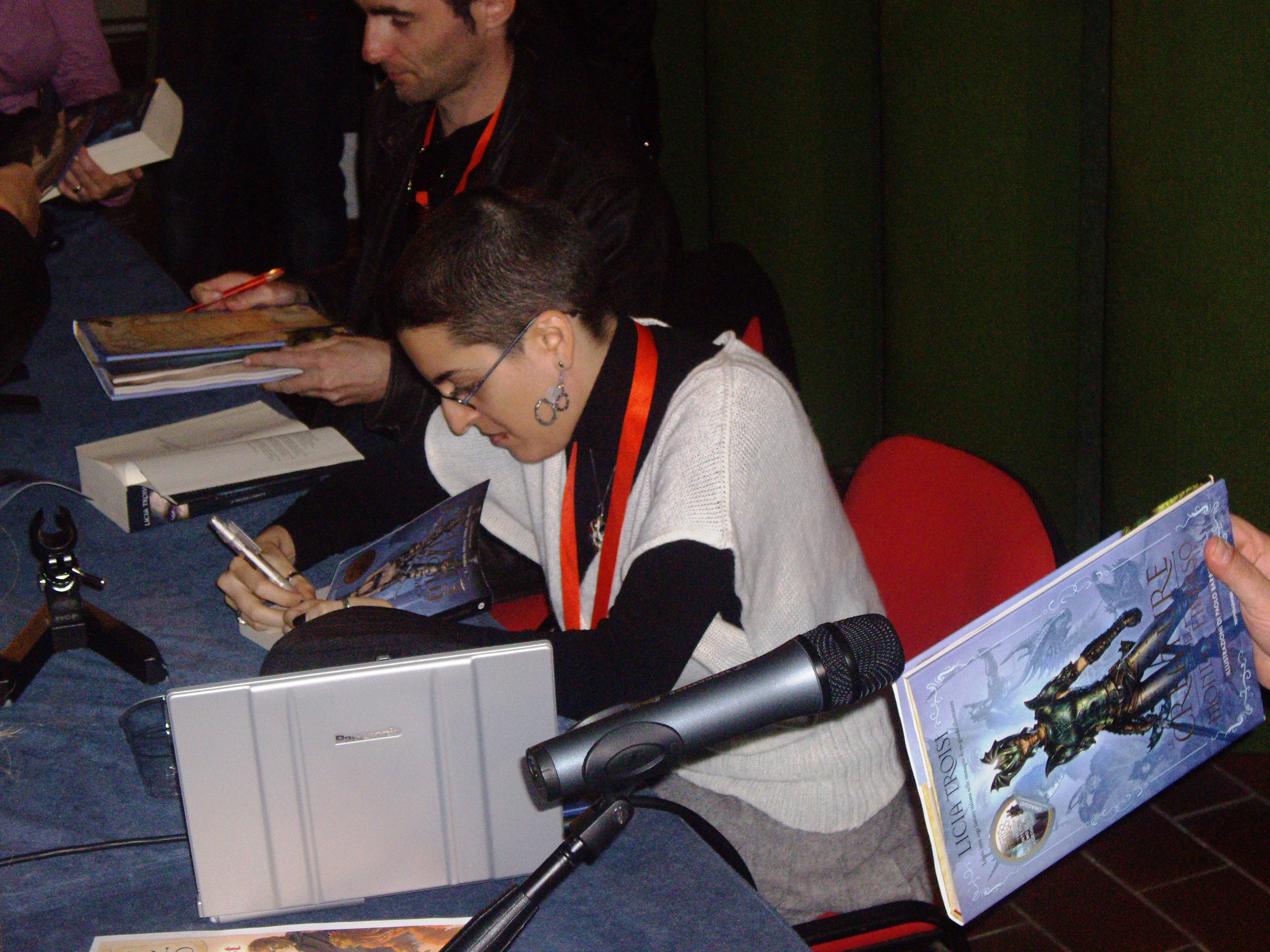
Licia Troisi e Paolo Barbieri presentano un libro al Lucca Comics & Games 2008

  1. Nihal della terra del vento, Mondadori, aprile 2004.
  2. La missione di Sennar, Mondadori, ottobre 2004.
  3. Il talismano del potere, Mondadori, aprile 2005.
  4. Le storie perdute, Mondadori, ottobre 2014 (ambientato dopo la trilogia delle Leggende del Mondo Emerso).
- Le guerre del Mondo Emerso, ambientata quarant'anni dopo le "Cronache":
  1. La setta degli assassini, Mondadori, aprile 2006.
  2. Le due guerriere, Mondadori, 27 febbraio 2007.
  3. Un nuovo regno, Mondadori, 13 novembre 2007.
- Le leggende del Mondo Emerso, ambientata cinquant'anni dopo le "Guerre":
  1. Il destino di Adhara, Mondadori 18 novembre 2008.
  2. Figlia del sangue, Mondadori 17 novembre 2009.
  3. Gli ultimi eroi, Mondadori 30 novembre 2010.

La Mondadori ha inoltre pubblicato tutte e tre le trilogie del Mondo Emerso in tre volumi: le Cronache del Mondo Emerso nel 2006, le Guerre del Mondo Emerso il 9 giugno 2009 e le Leggende del Mondo Emerso nel 2012.

#### Fumetti
Cronache del Mondo Emerso - Le nuove avventure di Nihal a fumetti:
1. La paura, Panini Comics, 5 giugno 2009
2. La rabbia, Panini Comics, 5 luglio 2009
3. La disperazione, Panini Comics, 5 novembre 2009
4. L'odio, Panini Comics, 5 dicembre 2009

Cronache del Mondo Emerso - Il viaggio di Nihal a fumetti:
1. Il libro di Shan, Panini Comics, febbraio 2012
2. Gli spiriti del deserto, Panini Comics, aprile 2012
3. Incubi dal passato, Panini Comics, giugno 2012
4. La speranza dei mezzelfi, Panini Comics, agosto 2012

#### Libri illustrati
Troisi ha pubblicato dei libri illustrati sull'universo da lei creato. Il primo libro riguarda la prima trilogia mentre il secondo riguarda la seconda trilogia. I libri sono illustrati da Paolo Barbieri.
- Le creature del Mondo Emerso, libro illustrato. Mondadori, 4 novembre 2008
- Le guerre del Mondo Emerso - Guerrieri e creature, libro illustrato. Mondadori, 26 ottobre 2010

### La ragazza drago
1. L'eredità di Thuban, Mondadori, 15 aprile 2008
2. L'albero di Idhunn, Mondadori, 26 aprile 2009
3. La clessidra di Aldibah, Mondadori, 1º giugno 2010
4. I gemelli di Kuma, Mondadori, 10 maggio 2011
5. L'ultima battaglia, Mondadori, 8 giugno 2012

La Mondadori ha inoltre pubblicato i primi tre romanzi in un unico volume (La ragazza drago - La prima trilogia) il 14 maggio 2013; e gli ultimi due romanzi nell'unico volume La ragazza drago - Lo scontro finale, l'8 aprile 2014.

### I regni di Nashira
1. Il sogno di Talitha, Mondadori, 11 novembre 2011
2. Le spade dei ribelli, Mondadori, 9 novembre 2012
3. Il sacrificio, Mondadori, 29 ottobre 2013
4. Il destino di Cetus, Mondadori, 28 aprile 2015

Sono stati inoltre pubblicati due ulteriori testi legati al mondo di Nashira. Il primo è un capitolo speciale intitolato Il sogno di Talitha - Gli anni perduti ambientato cronologicamente prima del primo capitolo della saga e che funge da pre-introduzione. Il secondo testo fa invece parte della collana XS (esclusivamente in e-book) e si intitola Nascita di un ribelle, autoconclusivo e con trama non legata obbligatoriamente al normale ciclo di Nashira; Nascita di un ribelle è ambientato qualche tempo prima de Il sogno di Talitha.

### Pandora
1. Pandora, Mondadori, 6 maggio 2014.
2. Il risveglio di Samael, Mondadori, 4 gennaio 2016.
3. L'Erede di Gavri'el, Mondadori, 6 giugno 2017.
4. Il potere di Arishat, Mondadori, 30 aprile 2018.

### La saga del Dominio

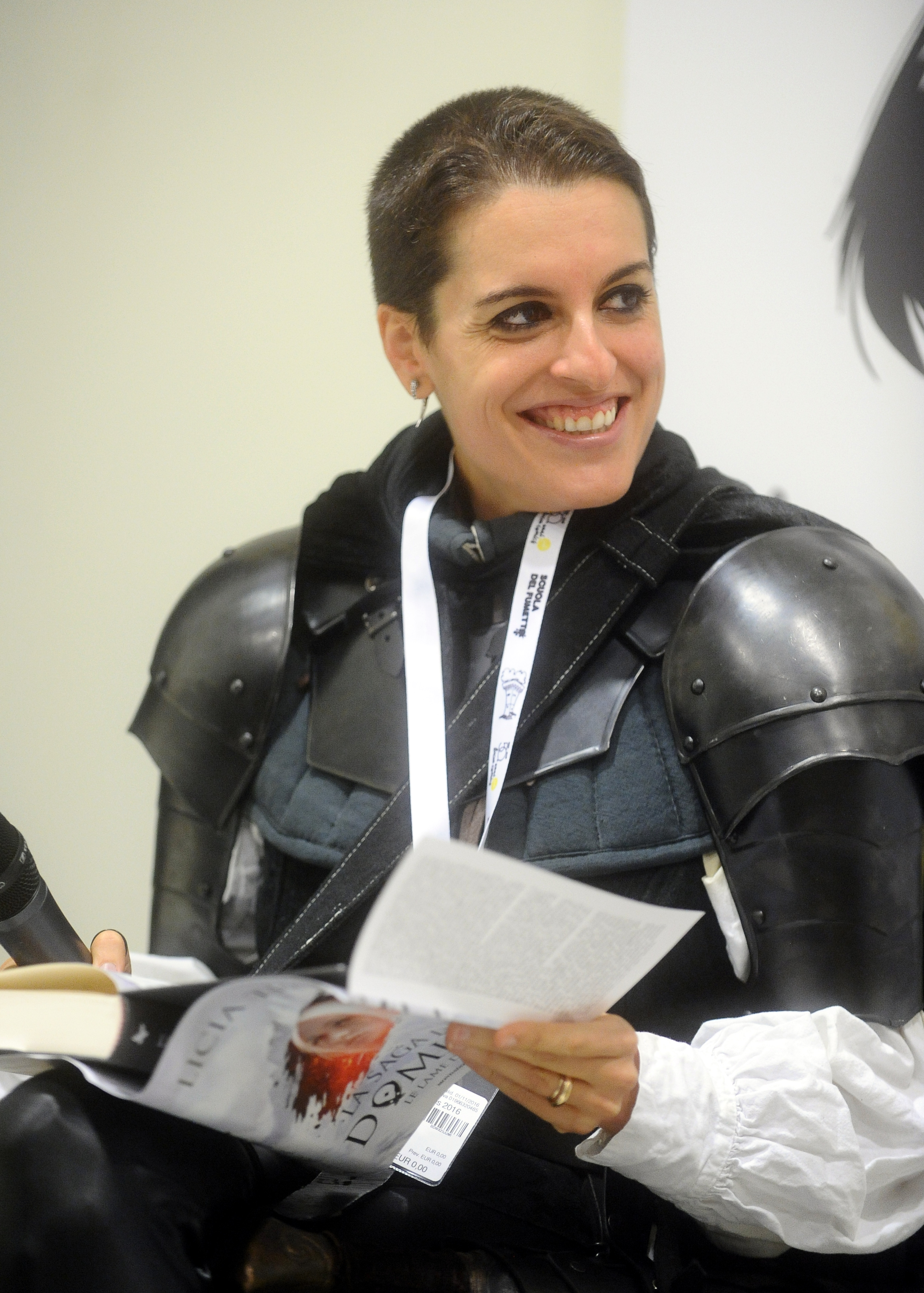
Licia Troisi presenta Le lame di Myra a Lucca Comics & Games 2016

1. Le lame di Myra, Mondadori Chrysalide, 25 ottobre 2016. ISBN 978-88-04-66516-8.
2. Il fuoco di Acrab, Mondadori Chrysalide, 24 ottobre 2017.
3. L'isola del santuario, Mondadori Chrysalide, 30 ottobre 2018.

### I casi impossibili di Zoe & Lu
1. Un'amica da salvare, Mondadori, 24 settembre 2019.
2. I segreti delle streghe, Mondadori, 29 ottobre 2019.
3. Cacciatori di Zombie, Mondadori, 1 settembre 2020.
4. Spiriti nella notte, Mondadori, 12 luglio 2022.

### Le guerre del multiverso
1. Poe. La nocchiera del tempo, Rizzoli, 8 marzo 2022.
2. Poe e la cacciatrice di draghi, Rizzoli, 7 marzo 2023
3. Poe e il risveglio del tempo, Rizzoli, 8 Luglio 2025.

### Romanzi singoli e racconti
- I dannati di Malva, Edizioni Ambiente, 26 febbraio 2008 - Mondadori, 2 febbraio 2011. (Il romanzo è conosciuto principalmente con l'edizione Mondadori, in OscarBestsellers).
- Un racconto intitolato Nulla si crea, tutto si distrugge è inserito all'interno della raccolta I confini della realtà pubblicato da Mondadori nella collana Strade Blu nel marzo nel 2008.
- Sul quotidiano La Repubblica è stato pubblicato un racconto inedito sul Tiranno, estratto di un intero libro. Il racconto può essere liberamente letto sul sito dell'autrice.[33]
- Un racconto intitolato Acqua e fuoco, inserito all'interno dell'antologia di racconti fantasy intitolata Orologi Senza Tempo pubblicata da Nicola Pesce Editore nel 2014 per finanziare la ricostruzione della Città della scienza di Napoli. La copertina è stata illustrata da Paolo Barbieri.[34]

### Divulgazione scientifica
- Dove va a finire il cielo, Mondadori, 10 novembre 2015, ISBN 978-88-520-6945-1.
- La sfrontata bellezza del cosmo, Rizzoli, 1º settembre 2020, ISBN 978-88-318-0151-5.
- Astrofisica per ansiosi. Tutti i modi in cui l'universo potrebbe ucciderci, Rizzoli, 27 giugno 2023, ISBN 978-8817183840.

### Storie a fumetti su Topolino
- Zio Paperone e il tesoro extrasolare (Topolino n. 3384).
- Ducktopia (Topolino n. 3433/3434/3435).
- L'Ombra di Ducktopia (Topolino n. 3521).
- Ritorno a Ducktopia (Topolino n. 3546/3547/3548/3549).
- Il re di Ducktopia (3558/3559/3560).

### Gialli
- La luce delle stelle, Marsilio, 2024, ISBN 9788829720590.
- Uscimmo a riveder le stelle, Marsilio, 2025